# Sigmund Friedrich Loeffelholz von Colberg
Sigmund Friedrich Freiherr Loeffelholz von Colberg (auch  Friedrich Freiherr von Loeffelholz-Colberg; * 27. August 1807 in Nürnberg; † 4. Oktober 1874 in Lichtenhof) war ein deutscher Förster und Forstwissenschaftler.

## Herkunft
Seine Elter waren der Patrizier und Senator Freiherr Georg Wilhelm Friedrich Löffelholz von Kolberg (* 7. Juli 1775; † 6. November 1818) und dessen Ehefrau  Anna Elisabeth König von Königsthal (* 20. Juli 1778; † 23. November 1849). Sein Bruder Wilhelm Christian Eberhard Friedrich (1809–1891) war Fürstlich Oettingen-Wallersteinscher Domanialkanzleirat und Archivar.

## Leben
Er absolvierte ein Studium an der Universität Erlangen und anschließend den forstpraktischen Kursus bei der Regierung in Ansbach. Seine weitere Ausbildung erhielt er in den Forsten des Fürsten Joseph II. von Schwarzenberg sowie in königlich bayerischen Forstrevieren.
Loeffelholz von Colberg wurde 1833 fürstlich schwarzenbergischer Revierverwalter in Seehaus bei Nordheim. 1837 wechselte er als Förster in den Dienst der Stadt Nördlingen. Seine erfolgreiche Arbeit in Nördlingen wurde über die Stadtgrenze hinaus bekannt, sodass er 1847 in den bayerischen Staatsforstdienst als Revierförster nach Windsbach, dann auf eigenen Wunsch nach Colmberg und schließlich um 1860 nach Lichtenhof berufen wurde. Dort unterstand ihm unter anderem der ausgedehnte Lorenzer Reichswald. Neben seiner praktischen Tätigkeit verdingte er sich auch als Forstwissenschaftler.

## Familie
Loeffelholz heiratete am 5. Februar 1833  Kathrina Antonie Barbara Sybille von Horix (* 14. Juni 1812; † 17. August 1884), Tochter von Freiherr Joseph von Horix und dessen Ehefrau Barbara Meusel. Das Paar hatte mehrere Kinder:
- Siegmund Friedrich Joseph Wilhelm (* 19. November 1833)
- Adolf Philipp Friedrich (* 14. Mai 1836; † 28. Mai 1893) ⚭ 1866 Caroline Anna Braunegger (* 15. Juli 1839; † 19. Januar 1914)
- Marie Elisabeth Frederike Emilie (* 8. November 1837; † 18. Februar 1884) ⚭ 1859 Friedrich von Mettingh (* 18. April 1826; † 8. Juli 1891)[1]
- Siegmund Eduard Ernst Friedrich (* 2. November 1839) ⚭ 1871 Emilie Eleonore von Bunge
- Elisabeth Frederike Wilhelmine (* 21. Juli 1843)
- Fredrike Elisabeth Barbara (* 8. August 1851) ⚭ 1884 Friedrich von Mettingh († 8. Juli 1891), Bruder von Moritz von Mettingh

## Werke (Auswahl)
- Der Anbau des Flachses und die Zurichtung desselben zum Handelsgut, Riegel & Wießner, Nürnberg 1834.
- Beitrag zu einer kritischen Nachweisung über die Schüttekrankhbeit der Föhre oder Kiefer, mit Angabe der verschiedenen Ansichten über Entstehung und Wesen dieser Krankheit überhaupt, Springer, Berlin 1865.
- Forstliche Chrestomathie, 5 Teile in 6 Bänden, Springer, Berlin 1866–1874.
- Die Bedeutung und Wichtigkeit des Waldes: Ursachen und Folgen der Entwaldung, die Wiederbewaldung: mit Rücksicht auf Pflanzenphysiologie, Klimatologie, Meteorologie, Forststatistik, Forstgeographie und die forstlichen Verhältnisse aller Länder für Forst- und Landwirthe, Nationalökonomen und alle Freunde des Waldes, Schmidt, Leipzig 1872.